# Kouba (Gourcy)
Pour les articles homonymes, voir Kouba (homonymie).
Kouba est une localité située dans le département de Gourcy de la province du Zondoma dans la région Nord au Burkina Faso.

## Santé et éducation
Le centre de soins le plus proche de Kouba est le centre médical avec antenne chirurgicale (CMA) de la province à Gourcy.
Koénéba possède une école primaire.